# Туркменистан на зимних Азиатских играх 2017
Туркменистан впервые принимал участие в зимних Азиатских играх 2017 года в Саппоро (Япония). Страна была представлена в единственном виде спора — хоккее.
Сборную страны представляло 23 спортсмена. По итогам турнира мужская сборная по хоккею с шайбой заняла 11 место (заняв при этом первое место в группе B третьего по силе дивизиона турнира; в матче за 11-е место сборная Туркменистана победила сборную Киргизии со счётом 7:3 в присутствии 243 зрителей). 
Впервые туркменский спортсмен участвовал в зимних Азиатских играх в 2007 году, однако из-за отсутствия аккредитации он выступил вне зачёта.